# 阿貝西利
阿貝西利（INN：abemaciclib）是一种用于治疗晚期或转移性激素受体阳性乳癌的药物。為礼来公司（Eli Lily）研發的一種CDK4和CDK6选择性抑制剂。
2015年10月，美国食品和药物管理局（FDA）以突破創新治療的名義核准該藥物。2017年9月28日，它被 FDA 批准在美国用于治疗某些乳癌病人。

## 適應症
2017 年 9 月，此藥物在美國被批准用於“雌激素受體 (HR) 陽性、人類上皮生長因子受體 2 (HER2) 陰性的晚期乳癌病人，或是接受過針對激素的治療後仍病情惡化的轉移乳癌病人。 
對乳癌病人的研究，比較以fulvestrant加上安慰劑，以及使用fulvestrant併用abemaciclib的治療，併用abemaciclib的病人無惡化存活期平均為16.4個月，安慰劑組為9.3個月。

## 副作用
在研究中， 發生率在20%以上的副作用有腹泻、恶心和呕吐、白血球低下（低白血球计数），包括嗜中性白血球低下、贫血、血小板低下、胃痛、感染、疲劳、食欲下降和头痛。

## 藥物交互作用
由于 abemaciclib 主要由肝臟酵素CYP3A4代谢，因此抑制CYP3A4的藥物（如酮康唑）可能會增加其血浆濃度。反之，CYP3A4 的誘導劑會降低 abemaciclib 的血浆浓度，如利福平。

## 药理學

### 作用机制
与同類药物palbociclib和瑞博西利（ribociclib）一樣，abemaciclib 抑制细胞周期蛋白依赖性激酶 4 (CDK4) 和细胞周期蛋白依赖性激酶 6 (CDK6)。这些酶负责磷酸化，可使视网膜母细胞瘤蛋白失活（该蛋白作用於細胞週期從 G1期進展到 S期）。阻断该路徑可防止细胞进入 S 期，从而诱导细胞凋亡。使用癌細胞進行體外研究，發現 abemaciclib 誘導非細胞凋亡性的細胞死亡，特徵是形成了源自溶酶體的細胞質液泡。此結果顯示除了抑制細胞週期蛋白依賴性激酶外，可能還有其他作用機制。

### 药物动力学

N-去乙基 abemaciclib (N-desethylabemaciclib，M2)，主要代谢物

口服后，绝对生物利用度为 45%。平均 8 小时后达到最高血浆浓度（范围：4.1-24.0 小时）。在循环中，96.3% 的 abemaciclib 与血浆蛋白結合。本藥物主要通过肝臟的酵素 CYP3A4 代谢为N-去乙基 abemaciclib (M2)，另有較小部分代謝成羟基衍生物 (M18、M20) 和另一种氧化代谢物 (M1)。这些代谢物具有与原藥物相似的高血浆蛋白结合率。
Abemaciclib 主要通过粪便排泄 (81%)，少量通过尿液排泄 (3%)。其排除半衰期平均为 18.3 小时。

## 临床试验
治療乳癌的研究，于 2014 年 5 月和 12 月宣布了成功的 I 期和 II 期試驗結果。
截至2016年初，abemaciclib進行了三個第三期臨床試驗。
- MONARCH 2：研究併用abemaciclib與fulvestrant治療女性乳癌病人，2017 年 3 月，礼来宣布在雌激素受體陽性與和HER2阴性晚期或转移性乳癌，併用組與使用fulvestrant加上安慰劑的對照組相比，無惡化存活期較優。[12]由此，2017 年 9 月 FDA 批准使用。[13]
- MONARCH 3 研究[14]。

## 化学
可利用鈴木反應以四步驟合成，下一步是Buchwald-Hartwig 胺化，最后一步是使用劉卡特反应的还原胺化。